# Cobatillas
Cobatillas es una pedanía del municipio de Murcia en la Región de Murcia (España), situada en el nordeste de la Huerta de Murcia, a 10 kilómetros de la capital. Cuenta con una población total de 2701 habitantes (INE 2021).

## Geografía

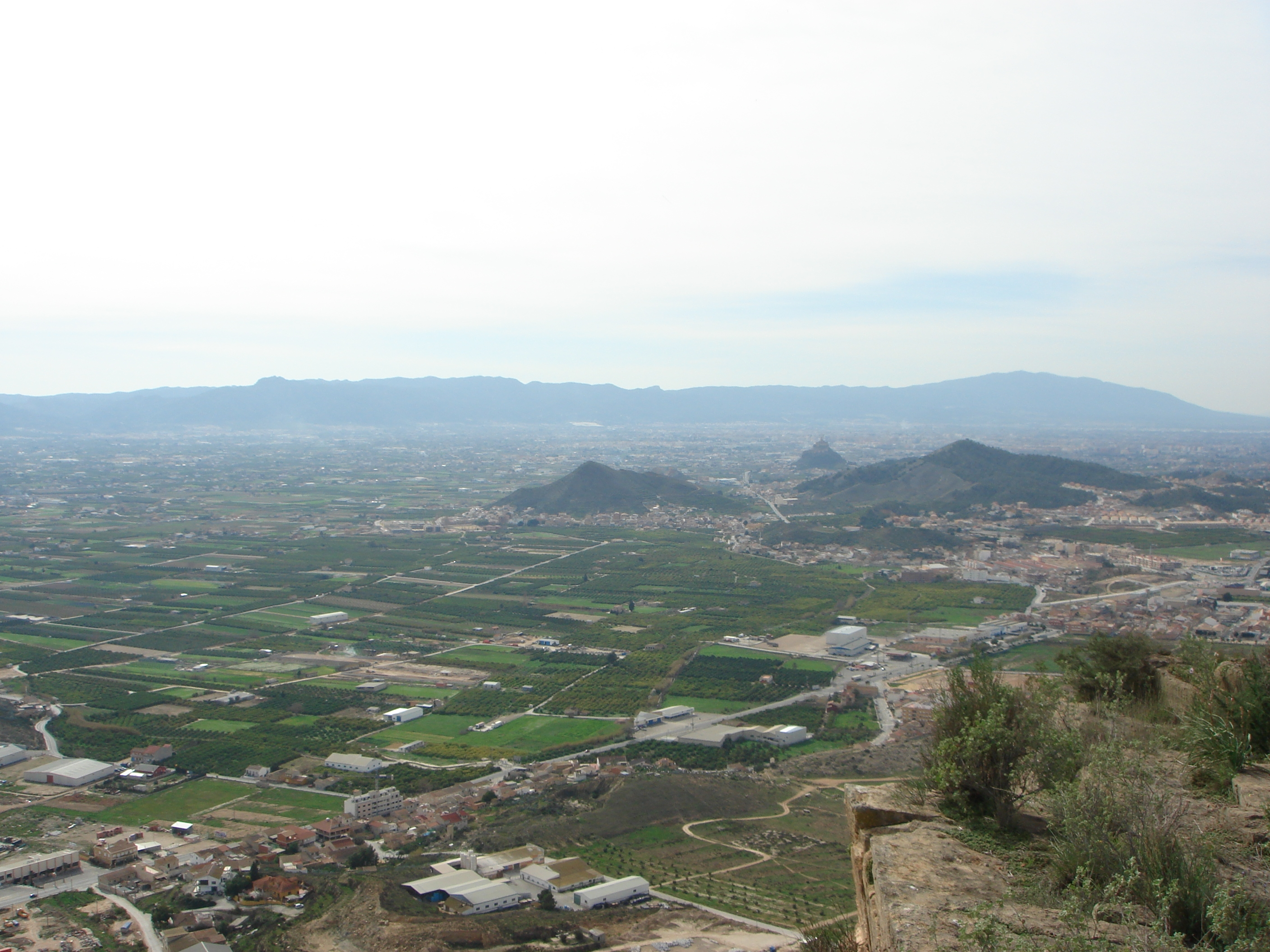
Vista de la Huerta de Murcia desde el Cabezo Bermejo. Se ve al fondo los montes Cresta del Gallo y sierra de Carrascoy. En medio los montes del Esparragal, Monteagudo y Las Lumbreras.

- Superficie: 5,98 km² (kilómetros cuadrados).
- Altitud media: 50 m s. n. m. (metros sobre el nivel del mar).
- Límites: Al norte y al este con el término municipal de Santomera, al oeste con la pedanía de El Esparragal, y al sur con el Esparragal, Santa Cruz y El Raal.
- Código postal: 30163.

La pedanía está compuesta por cinco barriadas dispersas, cuatro de ellas en tierra de secano a las faldas de los cabezos que limitan la huerta por el norte. Estas barridas son el barrio de San Antonio, barrio de La Aurora (Cobatillas La Nueva), Las Peñicas y Cobatillas La Vieja. La Orilla del Azarbe correspondería a la barriada situada en plena huerta. 
A lo largo de la pedanía y siguiendo la carretera nacional N-340 por el lado derecho, discurre de oeste a este la acequia mayor de Zaraiche, que riega la huerta de Cobatillas.
Entre los cabezos, que aunque tienen poca altura, resaltan desde la llanura de la huerta, el Cabezo cuello de Tinaja, Cabezo Bermejo o de la Raja (312 metros) y Cabezo de las tres flechas. El diente de la Vieja es una gran roca con la forma característica de diente que sobresale en la silueta de los cabezos, en el cabezo Bermejo.

## Lugares de interés
- Cabezo de las tres flechas, en Cobatillas La Vieja, que tiene la categoría de zona arqueológica por su poblado argárico e ibérico, según Decreto n.º 14/2000, de 9 de marzo del Consejo de Gobierno de la comunidad autónoma de la Región de Murcia.
- Ermita de San Roque, en Cobatillas La Vieja. Es una construcción de la época barroca. Su planta de cruz latina y las pinturas de las paredes de su interior, la encuadran en el barroco tardío de la segunda mitad del siglo XVIII (1787 y 1753), relacionado con la arquitectura eclesiástica de la comarca de Orihuela y de la Huerta de Murcia. La ermita fue abandonada, saqueada en la guerra civil española, y se usó como redil hasta la década de 1970. Su restauración finalizó en el 2005.[1]
- Iglesia de San Roque, en el barrio de la Aurora.
- Casa Huerto del Tío Payá.
- Casa de la Tía Belmonta.
- Cementerio de Cobatillas

## Fiestas
El patrono de la pedanía es San Roque, que se celebra el 16 de agosto, cuyas fiestas duran una semana durante esa fecha. Son conocidos la marcha en bicicleta por los alrededores del pueblo, las carrozas y los bailes de verbena nocturnos en la plaza de la iglesia.